# منطقة وصاية تابالونغ

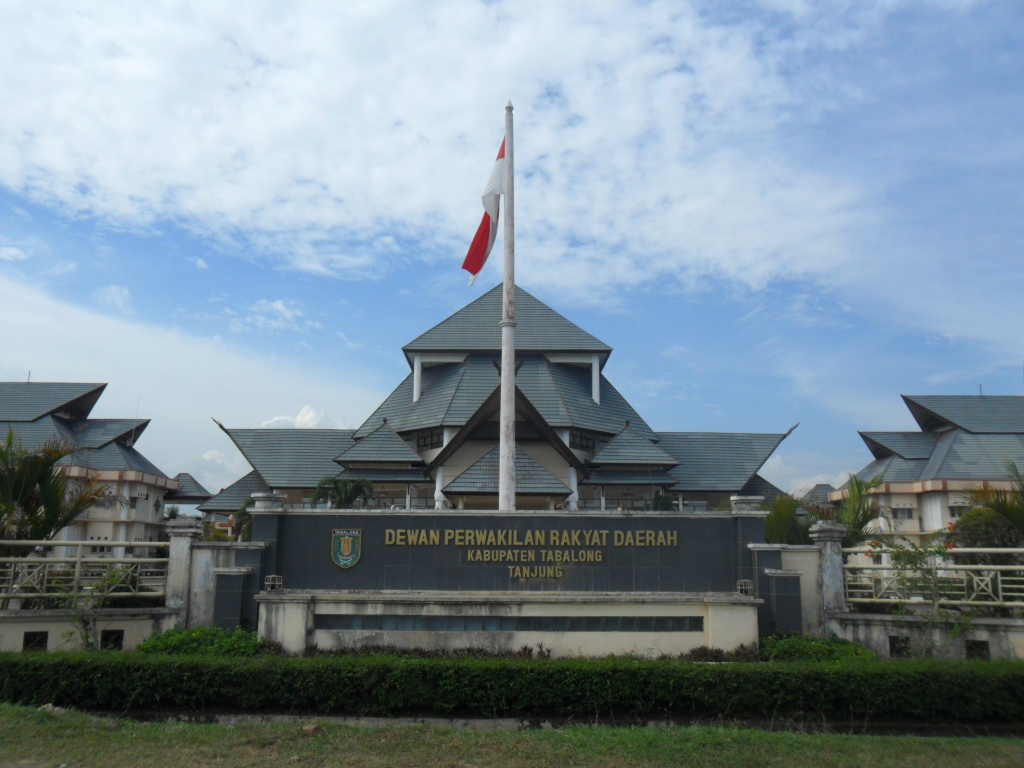
ريجنسي تابالونج

تابالونغ هي منطقة وصاية في مقاطعة كليمنتان الجنوبية الإندونيسية ، في جزيرة بورنيو . تبلغ مساحتها 3766.97 كم 2 ، ويبلغ عدد سكانها في تعداد 2010 من 218،620 ؛  آخر تقدير رسمي (حتى منتصف عام 2019) كان 254322.  العاصمة الإدارية هي مدينة تانجونغ . الشعار: "Saraba Kawa" ( بنجارية ).

## القطاع الإدراي
ينقسم ريجنسي إلى اثنتي عشرة مقاطعة (بالإندونيسية: kecamatan)‏، مجدولة أدناه مع مناطقهم ومجموعهم السكانية من تعداد 2010  والتقديرات الرسمية لمنتصف 2018.  يتضمن الجدول أيضًا عدد القرى الإدارية ( desa الريفية و kelurahan الحضرية ) في كل منطقة ، والرموز البريدية الخاصة بها.
| اسم          | منطقة </br> في كم 2 | سكان </br> التعداد </br> 2010 | سكان </br> تقدير </br> منتصف 2018 | رقم </br> من </br> القرى | بريد </br> رموز |
| ------------ | ------------------- | ----------------------------- | --------------------------------- | ------------------------ | --------------- |
| بانوا لاواس  | 150.85              | 17997                         | 20،217                            | 15                       | 71553 (أ)       |
| بوجان        | 31.88               | 6479                          | 7328                              | 7                        | 71554           |
| كيلوا        | 53.37               | 22،628                        | 25876                             | 12                       | 71552           |
| موارا هاروس  | 26.80               | 5،901                         | 6679                              | 7                        | 71555           |
| طنطا         | 149.78              | 17204                         | 19751                             | 14                       | 71561           |
| تانجونج      | 191.64              | 32440                         | 37291                             | 15                       | 71515 (ب)       |
| مورونج بوداك | 172.49              | 44688                         | 51968                             | 10                       | 71571           |
| هارواي       | 271.97              | 20،416                        | 23.073                            | 13                       | 71570           |
| بينتانج آرا  | 1،170.18            | 7935                          | 9165                              | 9                        | 71572           |
| أوباو        | 183.01              | 7046                          | 8040                              | 6                        | 71575           |
| موارا أويا   | 877.41              | 21،689                        | 24884                             | 14                       | 71573           |
| جارو         | 273.97              | 14197                         | 16.537                            | 9                        | 71574           |
| المجاميع     | 3،766.97            | 218.620                       | 250809                            | 131                      |                 |

## روابط خارجية
- الموقع الرسمي

قالب:Regencies and cities of South Kalimantanقالب:Regencies and cities of South Kalimantan